# Rollasseln

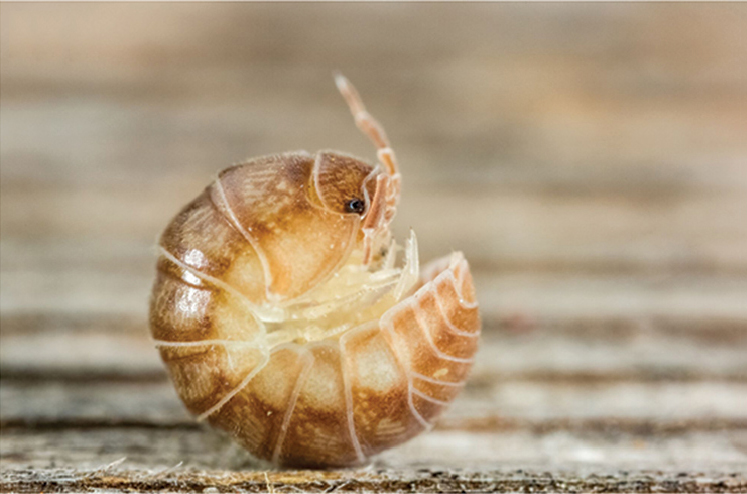
Eluma caelata

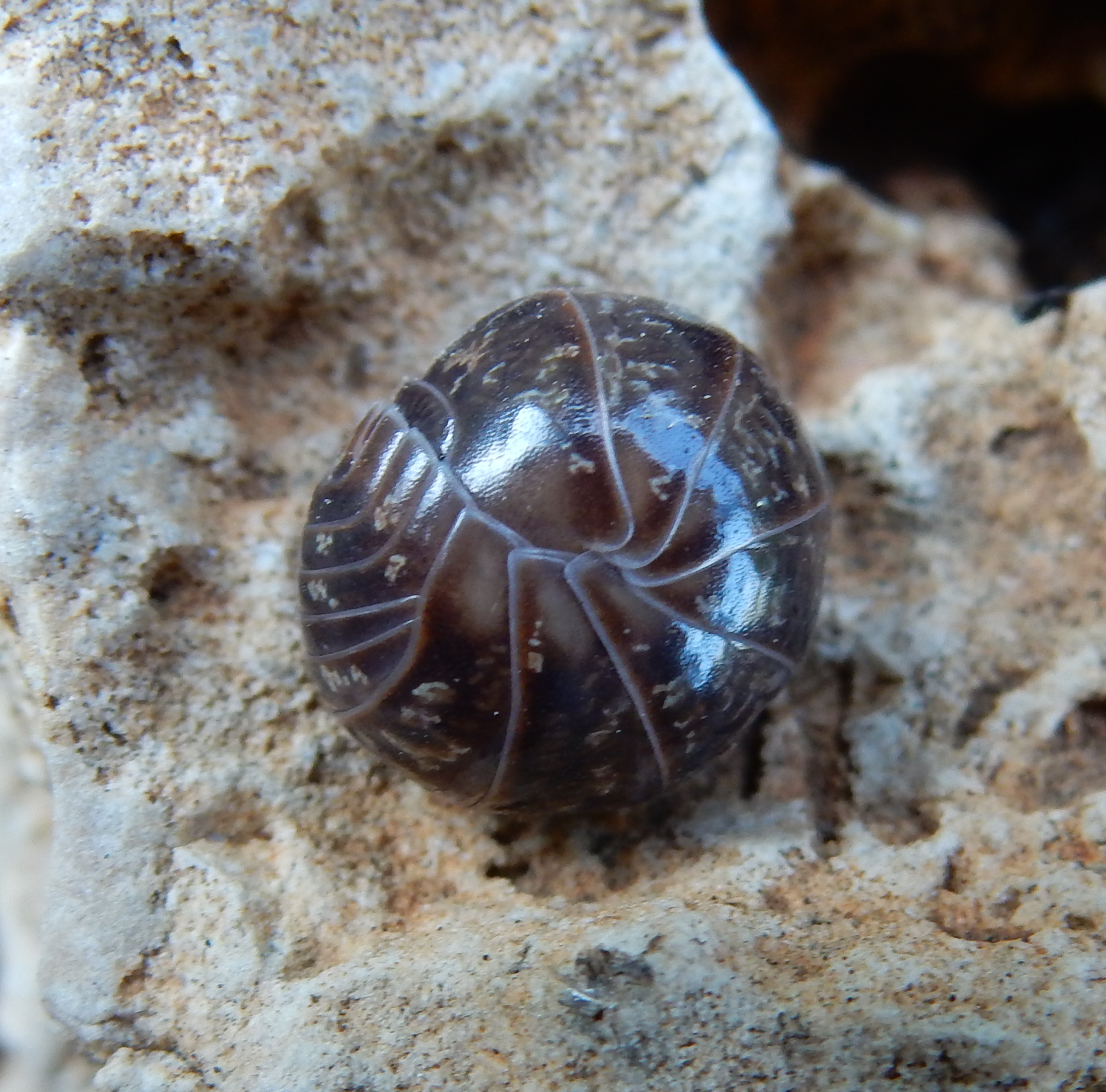
Schizidium tiberianum

Rollasseln oder auch Kugelasseln (Armadillidiidae) sind eine Familie von Landasseln der Ordnung der Asseln. Die etwa 270 Arten sind größtenteils im Mittelmeerraum verbreitet, kommen aber auch im übrigen Europa und auf den anderen Kontinenten vor. Anders als viele der anderen Familien der Landasseln können sich diese zu einer Kugel zusammenrollen. Sie werden häufig mit Saftkuglern verwechselt, die diese Eigenschaft teilen.

## Merkmale
Rollasseln haben einen gewölbten Körper und können sich komplett zu einer Kugel einrollen. Dazu sind ihre Uropoden plattenartig verbreitert, so dass am Körperende keine Fortsätze hervorragen. Auch ihre Antennen befinden sich im eingerollten Zustand innerhalb der Kugel. Die Antennen besitzen 2 Geißelglieder. Durch die Fähigkeit, sich zu einer Kugel einzurollen, die Form der Uropoden und die zwei Geißelglieder lassen sich die Rollasseln von anderen Familien der Landasseln unterscheiden. Die Körpergröße liegt etwa zwischen 2 und 20 mm.
Rollasseln unterscheiden sich von Saftkuglern durch die Anzahl der Beine (17–19 Beinpaare bei den Saftkuglern und 7 Paare bei den Rollasseln), die weitgehend gleichförmigen Segmente der Saftkugler und deren Fähigkeit, den Kopf mit dem ersten Rückenschild beim Einrollen innerhalb der Kugel zu verbergen. Außerdem kann man an der Verschlussstelle der Kugeln die Uropoden der Rollasseln als kleine, dreieckige Platten erkennen.

## Verbreitung
Rollasseln finden sich heutzutage auf allen Kontinenten außer Antarktika. Der Verbreitungsschwerpunkt liegt im europäischen Mittelmeerraum. Auch aus den angrenzenden Teilen Europas sowie dem afrikanischen und asiatischen Mittelmeerraum sind noch zahlreiche Arten bekannt. Einige Arten der Rollasseln wurden verschleppt, so beispielsweise Armadillidium vulgare und Armadillidium nasatum nach Amerika, Asien und Ozeanien, wo sie sich stark ausbreiten konnten. Dadurch sind Rollasseln heutzutage auch in Nordamerika, Südamerika, Ostasien, Südostasien, Australien, Neuseeland und zahlreichen ozeanischen Inseln häufig zu finden. Aus den zentralen Teilen Afrikas und Zentralasien gibt es nur wenige Nachweise, in den arktischen Gebieten sind Rollasseln nicht zu finden. Die nördlichsten Fundorte liegen im südlichen Kanada, im südlichen Fennoskandinavien und im Süden Sibiriens.

## Lebensweise
Bei Gefahr rollen sich Rollasseln zu einer Kugel ein, die vor Angriffen, beispielsweise durch Fressfeinde, schützen kann. Darüber hinaus dient die eingerollte Form auch zur Überdauerung von Trockenheit. Wenn die Art Armadillidium vulgare eingerollt ist, kann ihr Wasserverlust bis zu 53 % abnehmen. Durch diese Anpassung können Rollasseln besser als viele andere Landasseln auch trockene Gebiete besiedeln.
Rollasseln gehören zu den Saprobionten. Ihre Ernährung kann sehr vielseitig sein. Sie ernähren sich vor allem von abgestorbenen Pflanzenteilen und spielen dabei eine wichtige Rolle bei der Zersetzung von totem organischen Material. Es können aber auch lebende Pflanzenteile gefressen werden. Daneben werden auch Aas, Kot oder Pilze gefressen.
Besonders artenreich sind Rollasseln in den Karstgebieten des Mittelmeerraums. Auf Sandböden leben weniger Arten. Manche Arten der Rollasseln sind myrmekophil und leben in Ameisenbauten. Dies hat ihnen geholfen, auch auf Sandböden leben zu können. Beispiele dafür sind die zentral- und südspanischen Arten Iberiarmadillidium pinicola, Iberiarmadillidium psammophilum, Iberiarmadillidium sakura und Cristarmadillidium myrmecophilum.

## Systematik
Die Familie wurde 1833 von Karl Brandt aufgestellt. Ein Synonym lautet Cubaridae.

### Innere Systematik
Derzeit sind 18 verschiedene Gattungen mit 271 Arten anerkannt. Diese sind:
- Alloschizidium Verhoeff, 1919 – 16 Arten
- Armadillidium Brandt, 1831 – 189 Arten
- Ballodillium Vandel, 1961 – 1 Art
- Cristarmadillidium Arcangeli, 1936 – 5 Arten
- Cyphodillidium Verhoeff, 1939 – 1 Art
- Echinarmadillidium Verhoeff, 1901 – 3 Arten
- Eleoniscus Racovitza, 1907 – 1 Art
- Eluma Budde-Lund, 1885 – 3 Arten
- Estenarmadillidium Cifuentes, 2021 – 1 Art
- Iberiarmadillidium Recuero, Rodríguez-Flores & García-París, 2021 – 3 Arten
- Paraschizidium Verhoeff, 1919 – 5 Arten
- Paxodillidium Schmalfuss, 1985 – 1 Art
- Platanosphaera Strouhal, 1956 – 6 Arten
- Schizidium Verhoeff, 1901 – 26 Arten
- Trichodillidium Schmalfuss, 1989 – 3 Arten
- Troglarmadillidium Verhoeff, 1900 – 1 Art
- Trogleluma Vandel, 1946 – 2 Arten
- Typhlarmadillidium Verhoeff, 1900 – 4 Arten

Die ehemaligen Gattungen Cretodillium und Pareluma gelten mittlerweile als Synonyme von Schizidium. Die ehemaligen Gattungen Illyricosphaera und Titanosphaera gelten mittlerweile als Synonyme von Paraschizidium. Die ehemaligen Gattungen Nesolidium und Typhloschizidium gelten mittlerweile als Synonyme von Alloschizidium. Die ehemalige Gattung Haloarmadillidium gilt mittlerweile als Synonym von Armadillidium.

### Arten in Mitteleuropa

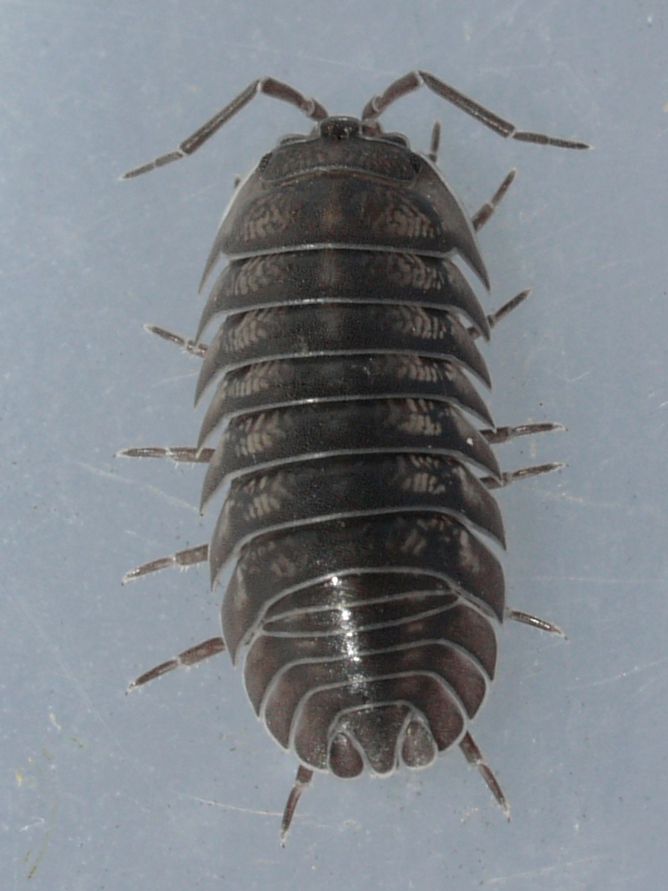
Armadillidium nasatum
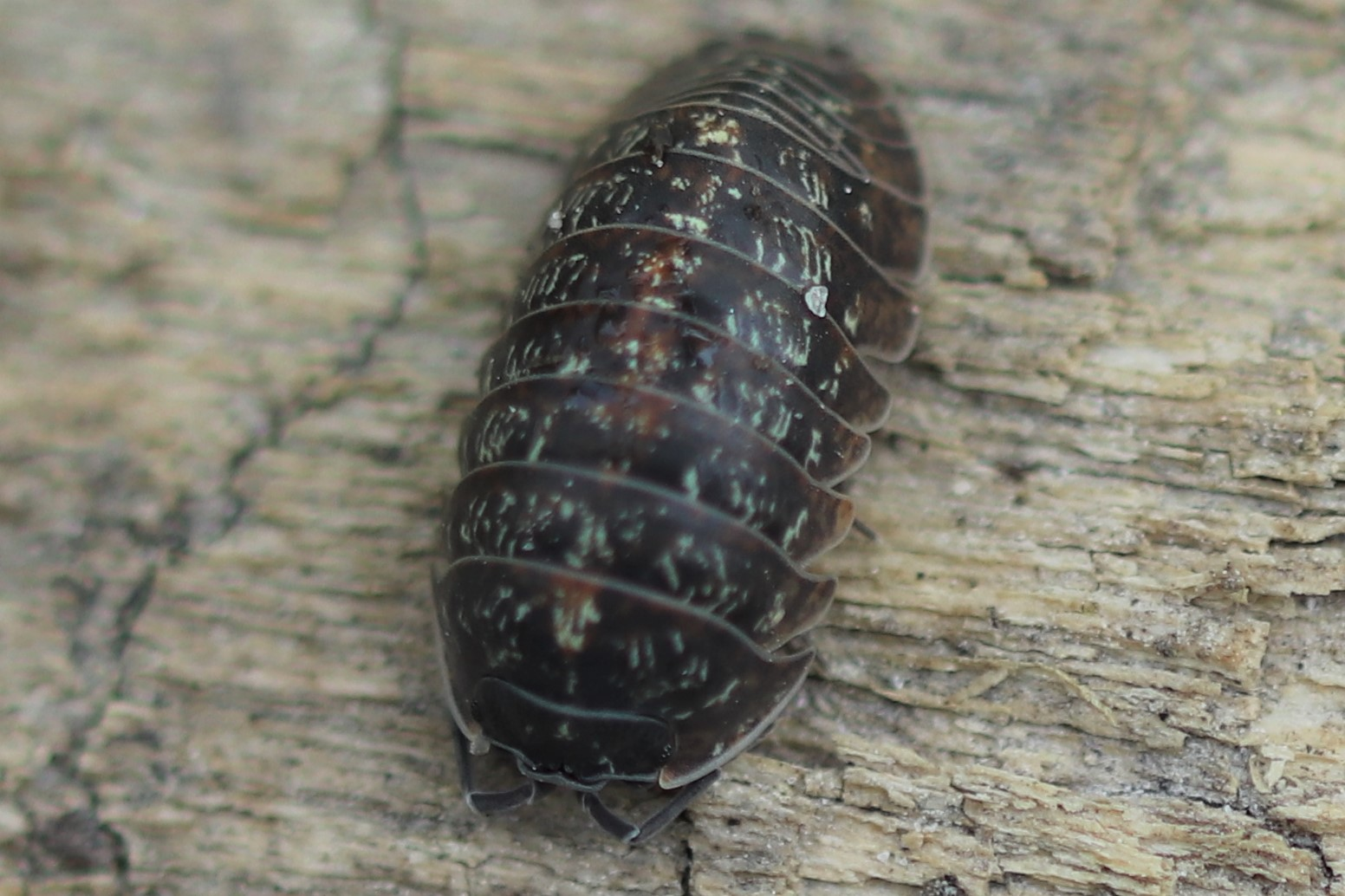
Armadillidium opacum
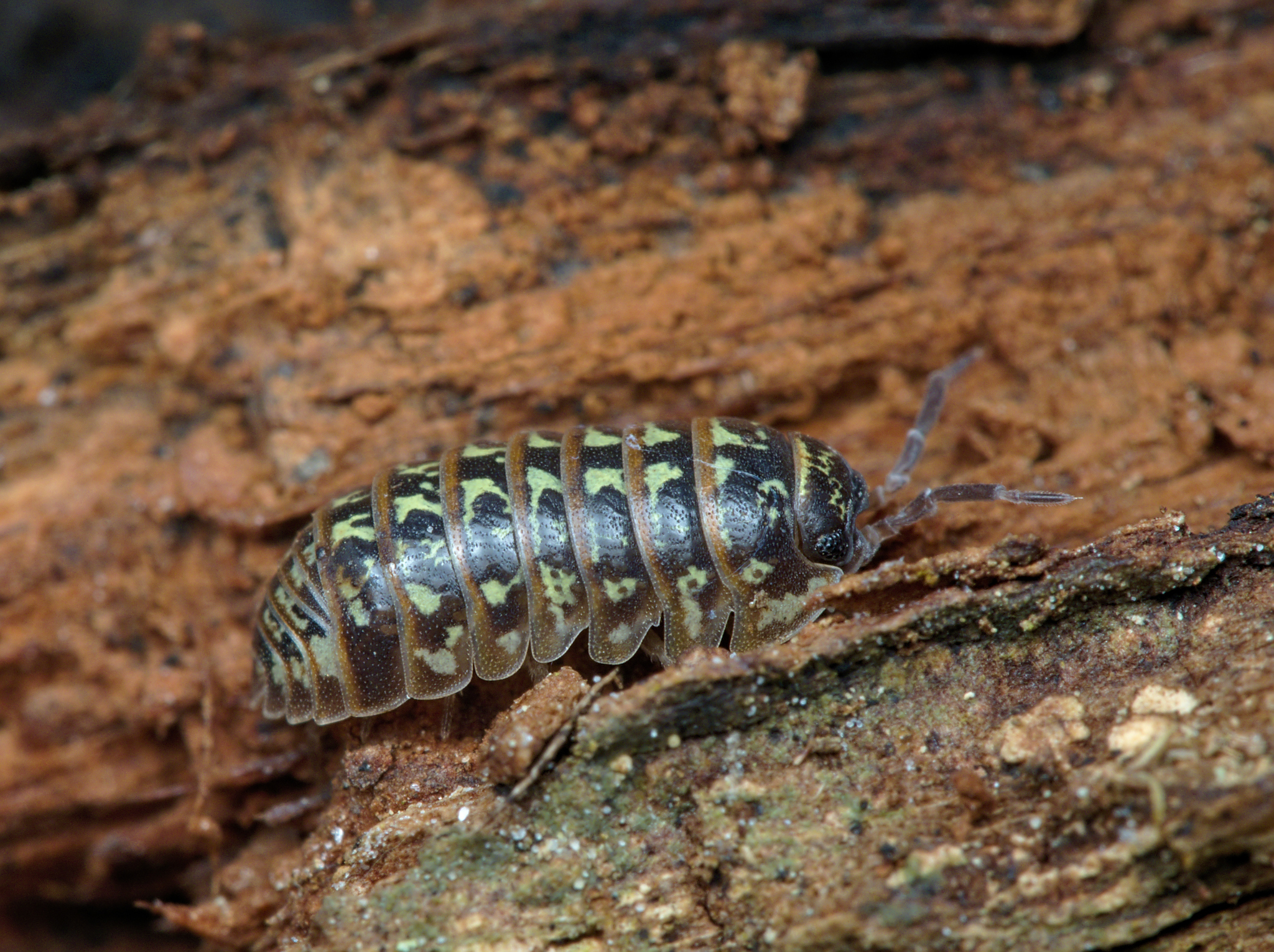
Armadillidium pictum
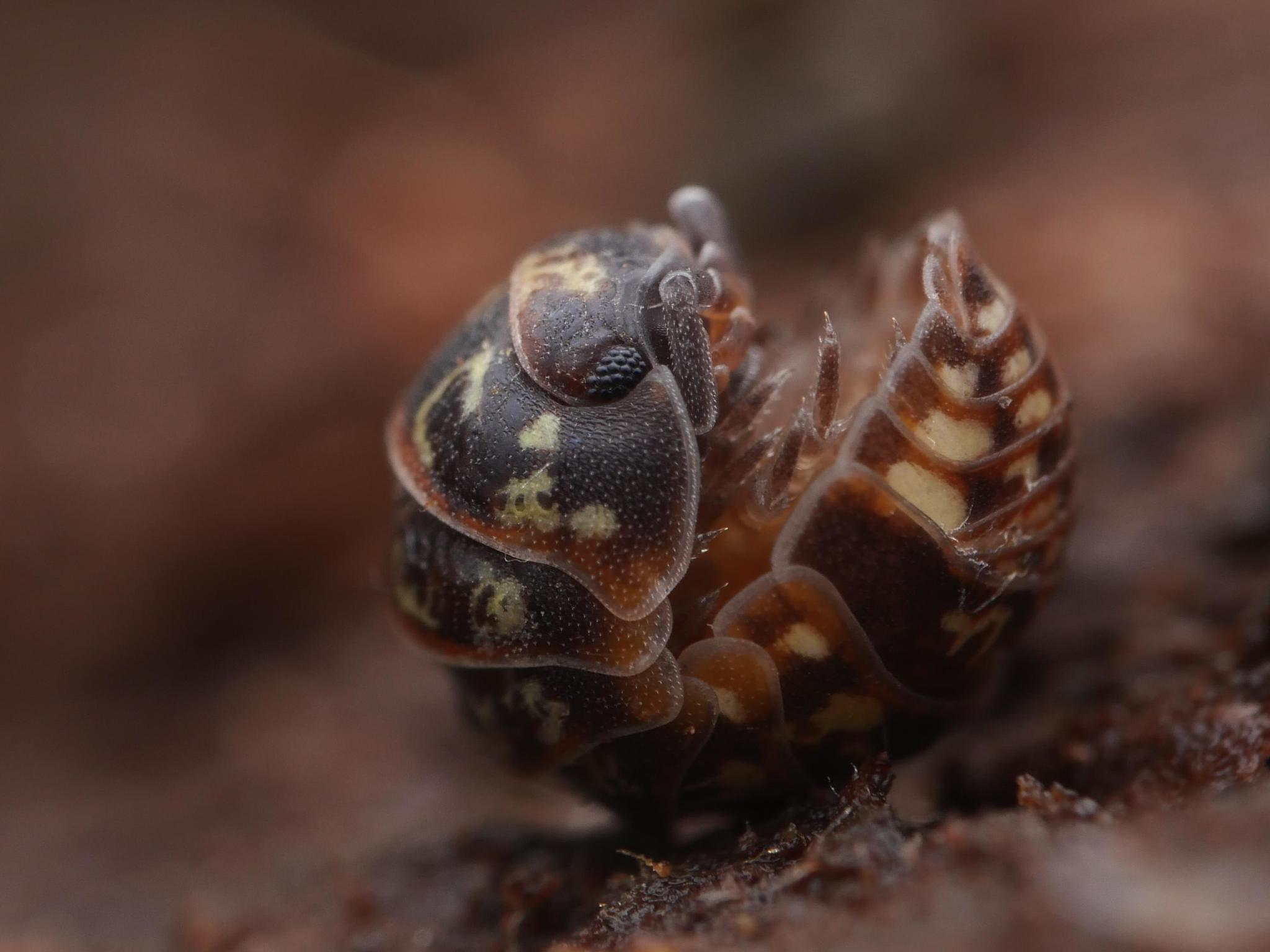
Armadillidium pulchellum
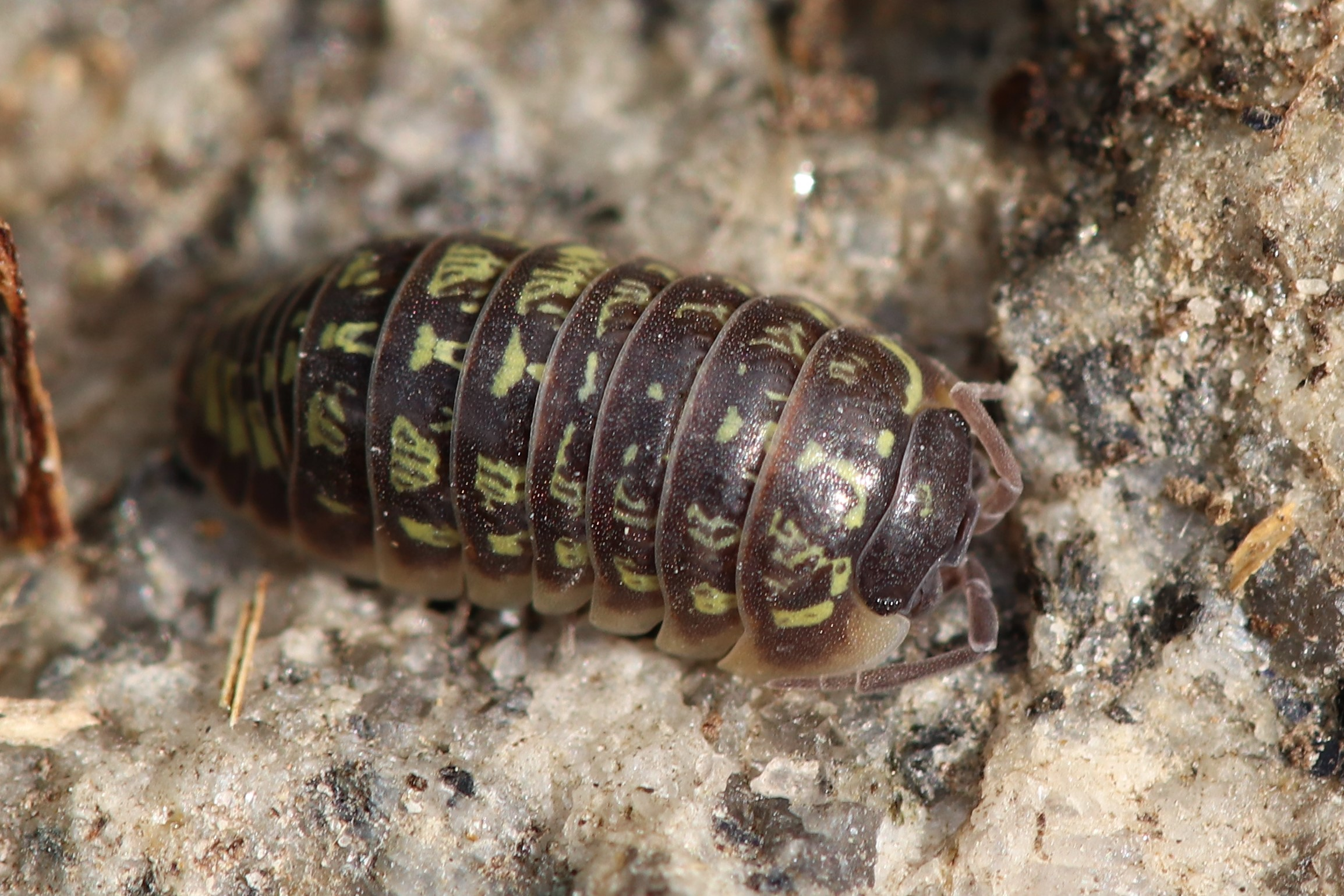
Armadillidium versicolor
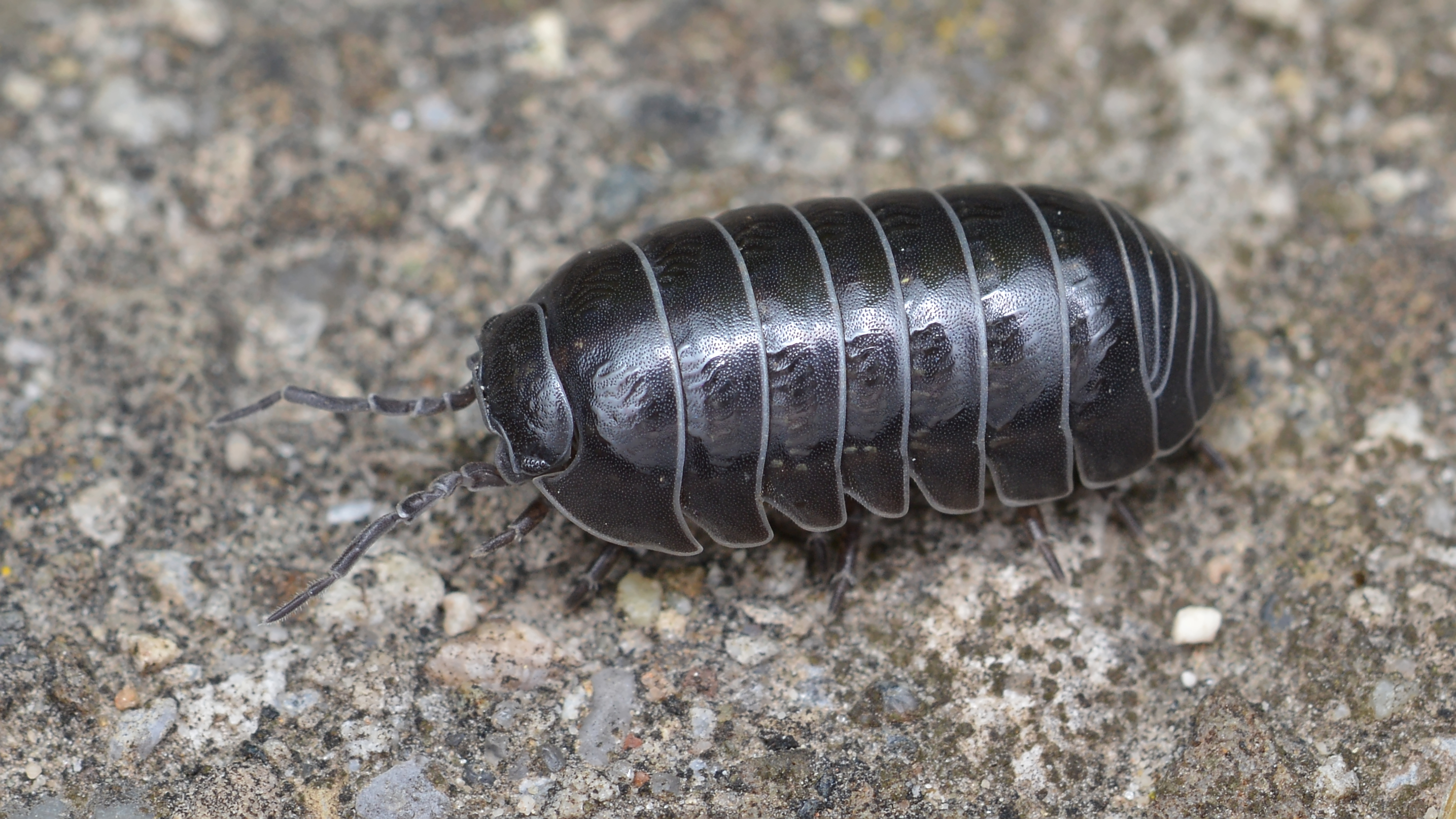
Armadillidium vulgare

Nicht in der Fotogalerie enthalten ist die ebenfalls in Mitteleuropa vorkommende Armadillidium zenckeri. In Nordwesteuropa kommen noch weitere Arten vor, z. B. Armadillidium album, Armadillidium depressum und Eluma caelata.

## Terraristik
Seit einigen Jahren erfreuen sich Asseln und besonders Rollasseln größer werdender Beliebtheit als Haustiere. Es gibt verschiedene Gattungen und Arten, die als Zierasseln gezüchtet wurden, beispielsweise Armadillidium vulgare „Magic Potion“.